# Womanizer
"Womanizer" é uma canção da cantora americana Britney Spears, lançada como primeiro single de seu sexto álbum de estúdio, Circus em 3 de outubro de 2008. Produzido e co-escrito por Nikesha Briscoe e Akinyemi Rafael da equipe The Outsyders, a música teve que ser regravada depois de um trecho vazar na internet. "Womanizer" é uma música uptempo e electropop com sirenes características e um gancho repetitivo. Descrito por Spears como um hino de garota, a letra da música lembra um homem mulherengo, enquanto a protagonista da canção deixa claro que ela sabe quem ele realmente é. "Womanizer" foi bem recebido pela crítica contemporânea, com a crítica elogiando seu gancho e suas letras, enquanto a consideraram como um retorno único para Spears.
"Womanizer" foi um sucesso comercial, chegando no topo das paradas na Bélgica, Canadá, Dinamarca, Finlândia, França, Noruega, Suécia e Estados Unidos. O single também alcançou o top dez na Austrália, Japão, Nova Zelândia e muitos países europeus. Nos Estados Unidos, "Womanizer" foi o primeiro single de Britney Spears a alcançar a primeria posição desde "...Baby One More Time" em 1999. Também é sua canção mais vendida digitalmente no país, tendo vendido mais de 5,1 milhões de cópias. Womanizer acaba por se tornar o terceiro maior hit da carreira de Spears, superando seu Toxic, de acordo com a United World Chart.
O videoclipe foi dirigido por Joseph Kahn, foi criado por Spears como uma sequela do vídeo da música "Toxic". O vídeo retrata Spears como uma mulher que se disfarça com roupas diferentes e segue seu namorado através de atividades diárias para expô-lo no final. O vídeo também contém cenas intercaladas de Spears nua em uma sauna a vapor, como uma resposta aos ataques que recebeu ao longo dos anos sobre o seu peso. O videoclipe recebeu críticas positivas e foi considerado como um retorno à forma de Spears. O vídeo também foi indicado para duas categorias na edição 2009 do MTV Video Music Awards, e ganhou na categoria 'Melhor Vídeo Pop'.
Spears peformou "Womanizer" em vários seriados de TV como o The X Factor e Good Morning America, bem como na primiação alemã Bambi Awards da Alemanha. Foi a canção de encerramento do The Circus Starring Britney Spears, onde ela é peformada usando um uniforme policial. A canção foi regravada por vários artistas de diferentes gêneros, incluindo Lily Allen, Franz Ferdinand e Girls Aloud. Recebeu uma indicação ao Grammy em 2010 na categoria 'Melhor Gravação Dance', mas perdeu para "Poker Face" de Lady Gaga.

## Antecedentes
A canção foi escrita e co-produzida por Nikesha Briscoe e Akinyemi Rafael da equipe de produção The Outsyders. Spears gravou os vocais principais com Brendan Dakora em Glenwood Place Studios, em Burbank, Califórnia, e Bojan "Genius" Dugic no Legacy Studios, em Nova York. A engeharia Pro Tools foi feito por John Hanes, assistido por Tim Roberts. Em 19 de setembro de 2008, um trecho de baixa de qualidade de 37 segundos da canção foi postada no site oficial da 107.5 The River, uma estação de rádio em Lebanon, Tennessee. De acordo com a Jive Records, um representante da etiqueta "jogou" um mix áspero da música para as pessoas na estação, onde gravaram e acabou vazando na internet. A canção foi programada para estrear em 23 de setembro de 2008, mas o lançamento foi adiado quando a cantora retornou em estúdio para regravar alguns vocais. As novas gravações foram feitas com Jim Beanz e Marcella "Ms. Lago" Araica. A música foi finalmente mixada por Serban Ghenea na MixStar Studios, em Virgínia. "Womanizer" foi oficialmente enviado para as estações de rádio em 26 de setembro de 2008. Poucos dias depois, Spears falou sobre a canção durante uma entrevista ao vivo na rádio Z100 de Nova York em 18 de outubro de 2008, afirmando: "É basicamente dizendo: 'Nós sabemos o que você está fazendo'. Trata-se de caras traindo meninas, é um hino de menina. É por isso que eu gosto".

## Composição
"Womanizer" é uma canção influenciada pelo dance-pop, electropop e synthpop, que atravessa uma batida de dança orientada. A canção tem sido comparada a outras canções de Britney como "Toxic" (2004) e "Ooh Ooh Baby" (2007). Está escrito no verso pré-refrão. A pista abre com o som característico de sirenes. De acordo com Ann Powers, do Los Angeles Times, Spears é "perspicaz" e seus vocais são semelhantes ao estilo de The Andrews Sisters. Também foi observado pelo Daily News escritor Jim Farber que a entrega de Spears tem um "tom de petulância". Depois da ponte, Spears canta o refrão mais uma vez e a canção termina, Britney canta "you’re a womanizer, baby". A música é composta na tonalidade de C#menor, com 139 batimentos por minuto. A progressão de acordes da canção é C#mF#mE-Eb-D. Liricamente, a canção se refere a um homem mulherengo. Tem sido sugerido que as letras se referem ao ex-marido de Spears, Kevin Federline.

## Recepção da crítica

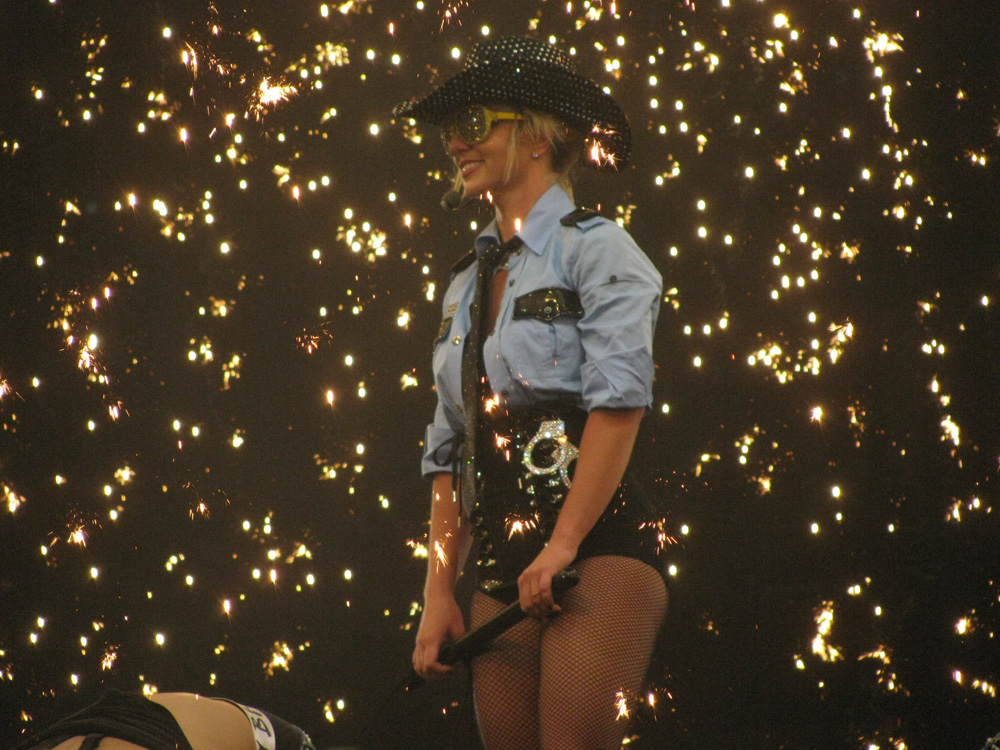
Spears apresentando a canção na turnê "The Circus Starring Britney Spears".

"Womanizer" teve uma recepção absolutamente positiva por parte dos críticos especializados.
Por um lado, o site Popjustice.com falou que "Womanizer" "É o que Christina Aguilera está tentando fazer em 'Keeps Gettin Better' e não está conseguindo", o site também comparou "Womanizer" a "Some Girls de Rachel Stevens, e disse que é "um brilhante remix de 'Toxic' com os momentos mais escabelados do álbum Blackout em 'Ooh Ooh Baby'", e comentou que é um forte candidato a melhor single de 2008 e que é "absolutamente bom". Ann Powers do Los Angeles Times a catologou como "retro-futurista", também acrescentou que é "limpa" e "contemporânea", "que invoca o estilo ingenioso e rápido de grupos musicais como The Andrews Sisters", também acrescentou que "a letra é clássica e ao mesmo tempo contemporânea" ao promover o feminismo e que ainda que Britney Spears esteja "robótica", a canção soa realmente "prometedora". Nick Levine do Digital Spy qualificou a canção com quatro de cinco estrelas, chamando de "sexy" e "mais que um single assassino". ele também escreveu que "sonha como uma grande pista perdida do álbum Blackout" e que "defitivamente é bastante boa para ser o número 1". Chris Williams da Billboard escreveu que em "Womanizer" se encontra uma Britney em um modo elétronico-futurista e assegurou que seu "gancho" será um reflexo de longevidade do single nas paradas mundiais, e que "o melhor da canção é o desempenho vocal de Spears, já que em Blackout sua voz estava cheia de sintetizadores e truques de produção".

## Desempenho comercial

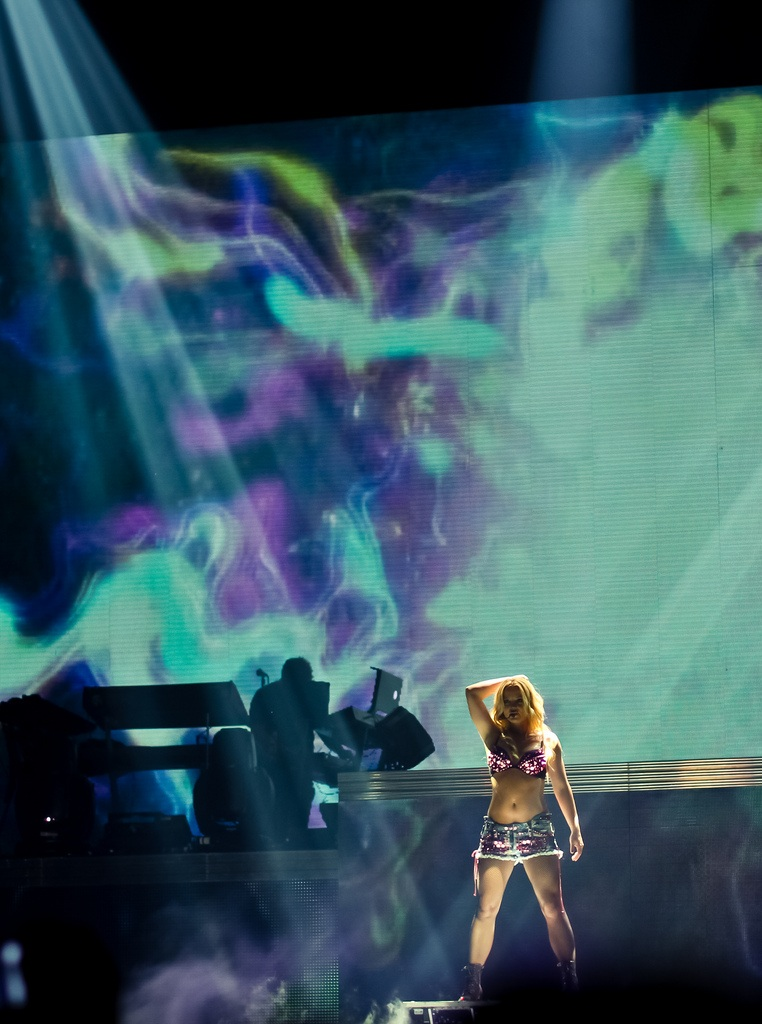
Spears apresentando a canção na turnê "Femme Fatale Tour".

Na Europa "Womanizer" se converteu em um éxito de #1 na  European Hot 100 da Billboard, assim o single foi número um na Bélgica, Dinamarca, Finlândia, França, Noruega e Suécia; e alcançou o top 10 na Alemanha, Áustria, Espanha, Irlanda, Itália, nos Países Baixos, Reino Unido e Suiça. De maneira particular, no Reino Unido, "Womanizer" debutou na posição #4 da UK Singles Chart, a principal parada de singles do Reino Unido, onde se converteu no décimo nono single top 10 de Spears na parada. Na semada de debut foram registrados 46 mil downloads digitais no país, ainda as vendas elevadas foram inferiores as vendas registradas por "If I Were a Boy" de Beyoncé que debutou na posição #2 da UK Singles Chart, que ajudou na vitória da Super Monday criado pela parada. Posteriormente, na semana de debut do álbum Circus na posição #4 da UK Albums Chart, "Womanizer" alcançou a posição #3 da UK Singles Chart, devido a não ter conseguido superar as vendas digitais de "Run" de Leona Lewis e "Greatest Day" de Take That. No total, de acordo com a The Official UK Charts Company, "Womanizer" vendeu em torno de 400 mil downloads digitais no país, onde se converteu no quarto single de Britney Spears mais vendido no Reino Unido, superado por "...Baby One More Time", "Oops!... I Dit It Again e Sometimes, respectivamente.
Paralelamente na Oceania, "Womanizer" teve um éxito considerável. O single conseguiu ficar em um top 10 simultâneo na Austrália e na Nova Zelândia e recebeu certificações de platina pela ARIA e ouro pela RIANZ, de modo que os downloads registrados foram em torno de 70 e 7,5 mil, respectivamente. Particularmente na Austrália "Womanizer" se converteu no décimo quarto single Top 10 de Spears no país, "Womanizer" na Austrália teve um debut na posição #5 na ARIA Charts, ficando atrás de grandes hits como por exemplo "Sex on Fire" de Kings of Leon e "So What" de Pink.
Igual ao resto do mundo "Womanizer" conseguiu ser um grande éxito comercial. Na América do Norte teve um desempenho notável nas estações de rádio e em vendas de download digital, levando o single a chegar no topo das paradas no Canadá e nos Estados Unidos simultaneamente, registrando um posição que até então só seu primeiro single "...Baby One More Time" tinha conseguido.
Estados Unidos
Nos Estados Unidos o single debutou na semana de 18 de outubro de 2008 na posição #96 da Billboard Hot 100, somente com base, a audiência nas rádios americanas. Na semana seguinte debutou na posição #1 da Digital Songs, com elevadas vendas de 286 mil cópias vendidas em sua primeira semana no país, assim o single também alcançou a primeira posição na Billboard Hot 100. Assim, "Womanizer" se converteu no segundo éxito Nº1 de Britney Spears na Billboard Hot 100, depois de quase uma década sem que a cantora atingisse essa posição.

## Videoclipe
"Trabalhar em 'Womanizer' com Joseph foi muito divertido. [...] Ele garante que obtém os tipos de partes que vão com a música. Ele não é como um filme, é mais como um musical. Você sabe, se eu disser 'no hi-hat aqui ou na batida aqui, eu quero que a minha perna esteja no ar.' E é esse detalhe, e isso faz a diferença, e isso é o que ele pode fazer. É muito raro encontrar pessoas que ainda sabem como fazer isso."

Spears falando sobre como é trabalhar com Joseph Kahn no vídeo de "Womanzier".

### Antecedentes
O videoclipe foi filmado nos dias 24 e 25 de setembro em Los Angeles, sob a direção de Joseph Kahn, que trabalhou com Britney nos futurísticos vídeos de "Stronger" (2000) e "Toxic" (2004). De acordo com Joseph, Britney lançou o seu conceito original, que inclui todos os principais elementos utilizados na versão final. Britney pensou no vídeo como "uma sequela de Toxic", como visto em seu documentário Britney: For the Record, enquanto Joseph o aproximou como "uma resposta de 2008 ao vídeo anterior", e acrescentou: "Toxic foi uma cristalização de sua carreira [de Britney] na época. [...] Existem elementos e momentos de que eu senti de que poderia [ter sido] melhorado. ['Womanizer'] é um pouco mais fashion do que 'Toxic'". Sobre a forma do conceito do vídeo relacionado ao seu trabalho anterior, Joseph comentou: "É apenas uma fantasia de menina. Existem coisas que ela é realmente boa, como ter um talento realmente natural para saber o que as garotas querem. [...] É uma música muito mais madura com letras mais maduras, e ela sempre tem as maiores ideias. Ela é hiper-consciente da cultura pop". Os trajes e as diferentes personagens foram escolhidos por Britney e Joseph. As cenas da sauna foram sugeridas por Joseph, como uma resposta aos ataques que Britney recebeu ao longo dos anos sobre seu peso. Ele disse: "Eu sabia que o mundo inteiro estaria assistindo, então eu queria alguma coisa lá dentro que dizia: 'Esta é a Britney, e por isso você deve respeitá-la'." As cenas da sauna foram filmadas por duas horas, e apenas Britney e Joseph estavam no estúdio. Joseph também decidiu que o vídeo terminasse com Britney sorrindo, que segundo ele: "Nós só precisávamos dizer a todos que Britney está OK." A versão censurada do vídeo estreou em 10 de outubro de 2008 no programa da ABC 20/20, no final do show. A versão sem censura estreou na MTV na mesma noite. No Brasil, o vídeo foi exibido dois dias depois no programa Fantástico em versão reduzida.

### Sinopse

O vídeo é definido por Britney como "uma sequela de Toxic".

O vídeo começa com uma legenda de abertura que se lê Britney Spears, que depois se transforma em "Womanizer". Após isso, é exibida cenas de Britney nua numa sauna fazendo poses sensuais e sorrindo para a câmera, enquanto cobre suas partes íntimas com as mãos. As cenas da sauna vão sendo intercaladas com o decorrer do vídeo. Quando o primeiro verso começa, Britney é vista com uma camisola preparando café da manhã para seu marido (interpretado pelo modelo da coleção de roupas Calvin Klein Brandon Stoughton), que é o "mulherengo ou 'Womanizer'", e ele se prepara e vai para o trabalho. Quando a câmera corta para o escritório, ele vê uma nova secretária que na verdade é Britney disfarçada com uma peruca curta, saia e óculos fundo de garrafa. Ela começa a dançar e a cantar o refrão na frente dele, e a câmera corta para outra sala. Britney é seguida por ele e senta numa máquina de xerox e faz uma xerox de seu traseiro. Nesta cena, é possível ver o homem que contracenou com Britney na cena do avião do vídeo "Toxic". Após isso, a câmera corta para um restaurante urbano em que Britney está disfarçada de uma garçonete ruiva com uma tatuagem de um coração gigante. Segundo Britney, essa cena foi inspirada no videoclipe de "(You Drive Me) Crazy". Britney, disfarçada de garçonete, dá em cima de seu marido, o leva para a cozinha e o ataca. Depois disso, Britney se transforma numa motorista e seu marido entra no carro em que ela está. Ela começa a beijá-lo e a ameaça-lo, dirigindo o carro com o pé. Quando chega em casa, é revelado que as três personagens eram na verdade a própria Britney, que se transforma de novo nas personagens, que atacam o "Womanizer". Depois disso, Britney cobre a cama, e o vídeo acaba com Britney sorrindo para a câmera e com a legenda inicial de abertura, "Womanizer".

### Recepção
Bill Lamb, do About.com, disse: "Sem dúvida, o melhor da carreira de Britney". Margeaux Watson, do Entertainment Weekly, disse: "O vídeo parece promissor. [...] A dança é difícil e mínima, uma decepção desde que seus movimentos são seus fortes, mas este é um retorno bem-vindo de Britney que amamos - lindo, girando, legal e corajosamente jogar o toque especial". O OK! comentou: "Além de ver Britney em diferentes personagens sensuais, o vídeo [...] apresenta uma Britney oleosa contorcendo-se em nada mais do que apenas um sorriso". A Rolling Stone disse: "O vídeo é um cruzamento entre Toxic e The Office", e acrescentou: "Ela está dançando [e] parecendo a velha Britney". Courtney Hazlett, da msnbc.com, alegou: "Quando Britney não é mostrada nua e se contorcendo numa sauna a vapor, ela despediu-se". O escritor Adam Bryant, da TV Guide, disse: "O vídeo apresenta alguma das mãos estrategicamente colocadas na histórica do vídeo da música. [...] [O] vídeo é um retorno à forma da problemática pop star". O vídeo se tornou um sucesso mundial após sua estreia na internet, ganhando cerca de sete milhões de visualizações em 48 horas. O vídeo também havia atingindo a marca de cem milhões de visualizações no YouTube, mas Britney postou o vídeo em sua conta do serviço VEVO, e a contagem reiniciou do zero. Mas, em julho de 2013, o vídeo atingiu novamente a marca de 100 milhões de visualizações, e Britney receberá o certificado do VEVO no final do mês. O vídeo foi listado como o melhor vídeo de 2008, segundo a MTV e a Fuse TV. O vídeo ganhou na categoria Music Video of the Year em 2009 na premiação NRJ Music Awards. O vídeo também foi nomeado nas categorias Melhor Vídeo Pop e Vídeo do Ano no MTV Video Music Awards de 2009. O vídeo ganhou na categoria Melhor Vídeo Pop, mas perdeu para "Single Ladies (Put a Ring on It)", de Beyoncé na categoria Vídeo do Ano.

### Erros
Apesar do vídeo ser muito bem dirigido, percebemos alguns erros corriqueiros durante o clipe. Na cena do café da manhã, no momento em que o marido de Britney pega o celular, o relógio mostra 4:48 da manhã, além do calendário mostrar que o dia 20 de abril de 2008 cai em um domingo. Por volta do minuto 1:28, quando o marido de Britney começa a filmá-la pelo celular, a imagem do aparelho não está em harmonia com a imagem real de Britney. Após essa cena, vemos um homem tirando café da máquina. Ele dá duas voltas durante a gravação, um erro de continuidade. Quando Britney é uma garçonete, tem o braço esquerdo com algumas tatuagens, quando aparecem as 3 personagens juntas (no minuto 3:04) a dublê não tem as mesmas tatuagens. Na cena em que Britney é uma motorista ela dirige o carro, que está em alta velocidade, com um dos pés. Mas o velocímetro está parado.

## Apresentações ao vivo

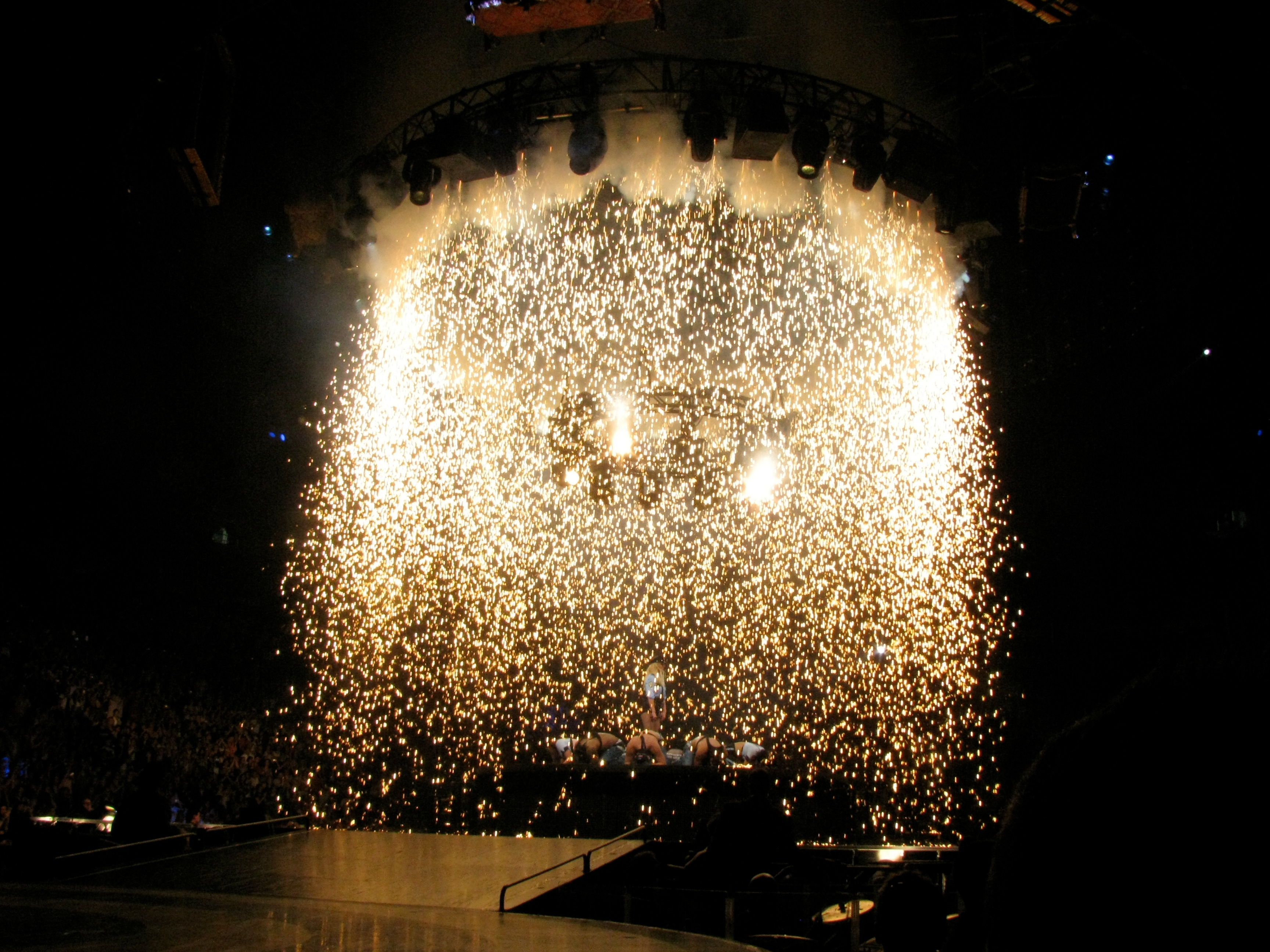
Final da performance de Womanizer na turnê "The Circus Starring Britney Spears".

Em 27 de novembro Britney voltou aos palcos para fazer mais um marco em sua carreira com a era "Circus". Na cerimônia de premiação do Bambi, em Offenburg na Alemanha, Britney cantou a música "Womanizer" e recebeu o prêmio de "Melhor Popstar Internacional".
Em 28 de novembro Britney se apresentou no programa francês Star Academy cantando a música "Womanizer". Ela também foi homenageada pelos participantes que cantaram "...Baby One More Time" e "Oops!... I Did It Again". Britney conseguiu 25,8% da audiência dos franceses com um total de 5,64 milhões de telespectadores. Esta foi a maior audiência do programa nesta temporada, onde seu ibope aumentou em nada menos que 710 mil telespectadores comparando à semana passada. O programa que trouxe Spears a França, foi o programa mais assistido entre os jovens de 15 a 34 anos, conseguindo um total de 34% de audiência entre eles. Mas não foi só na televisão que Britney quebrou recordes, ela também foi a rainha da internet. Mais de 100 mil pessoas acompanharam a aparição da cantora através do site do programa e mais de 50 mil pessoas acompanharam através do MSN Videos.
Em 29 de novembro Britney se apresentou no programa britânico X Factor cantando "Womanizer". Os participantes cantaram vários hits da carreira da Britney: "Toxic", "Sometimes", "I'm Not a Girl, Not Yet a Woman" e "...Baby One More Time". Além de ser uma semifinal, o programa que trouxe Spears teve um aumento de audiência de 9,48 milhões de telespectadores, mais de 50% do que em toda sua temporada além de obter a maior audiência de todas as temporadas.
Britney conseguiu alavancar a audiência tanto do "Star Academy", ao que cantou na sexta-feira na França quanto do "X-Factor" no Reino Unido que contou com a participação da cantora no Sábado.
Em 2 de dezembro, no dia de seu aniversário, Britney se apresentou no Good Morning America cantando "Circus" e "Womanizer". Dentre as apresentações de Spears, celebridades como Reese Witherspoon, John Travolta, Nicollette Sheridan, Teri Hatcher e Hugh Jackman, desejaram feliz aniversário à cantora.  "Você está demais!", disse Witherspoon, "E eu espero que você tenha um grande dia!". A cantora country Taylor Swift adiciona: "Você está oficialmente demais para seus 27 anos!".
Em 15 de dezembro, Britney se apresentou no programa japonês Hey Hey Hey cantando o hit "Womanizer". Spears também fez uma pequena entrevista e pudemos rever momentos da cantora no programa, além de cenas de clipes antigos.
Em 16 de dezembro, Britney se apresentou na premiação japonesa NTV Best Artist 2008 cantando "Womanizer".
A canção também fez parte da setlist da turnê "The Circus Starring Britney Spears", em que Britney apresentava a canção com um uniforme policial acompanhada de seus dançarinos. No final do show, várias lantejoulas e cristais caíam do palco.

## Faixas e formatos
| Download digital do iTunes |                               |         |  |
| N.º                        | Título                        | Duração |  |
| 1.                         | "Womanizer" (Versão do álbum) | 3:43    |  |
| Duração total:             | Duração total:                | 3:43    |  |

| CD Single da Austrália (Lado A)/CD Single da Europa |                                              |         |  |
| N.º                                                 | Título                                       | Duração |  |
| 1.                                                  | "Womanizer" (Versão do álbum)                | 3:43    |  |
| 2.                                                  | "Womanizer" (Versão do álbum - Instrumental) | 3:43    |  |
| Duração total:                                      | Duração total:                               | 7:26    |  |

| CD Single da Austrália (Lado B)/CD Single da Coréia/Maxi-Single da Europa |                                              |         |  |
| N.º                                                                       | Título                                       | Duração |  |
| 1.                                                                        | "Womanizer" (Versão do álbum)                | 3:43    |  |
| 2.                                                                        | "Womanizer" (Kaskade Club Mix)               | 5:31    |  |
| 3.                                                                        | "Womanizer" (Junior's Electro Tribal Mix)    | 8:47    |  |
| 4.                                                                        | "Womanizer" (Versão do álbum - Instrumental) | 3:43    |  |
| 5.                                                                        | "Womanizer" (Videoclipe)                     | 3:46    |  |
| Duração total:                                                            | Duração total:                               | 24:59   |  |

| EP Digital - The Remixes |                                           |         |  |
| N.º                      | Título                                    | Duração |  |
| 1.                       | "Womanizer" (Kaskade Club Mix)            | 5:31    |  |
| 2.                       | "Womanizer" (Benny Benassi Extended Mix)  | 6:16    |  |
| 3.                       | "Womanizer" (Junior's Tribal Electro Mix) | 8:47    |  |
| 4.                       | "Womanizer" (Jason Nevins Club Mix)       | 7:31    |  |
| 5.                       | "Womanizer" (Tonal Extended Mix)          | 5:29    |  |
| Duração total:           | Duração total:                            | 32:34   |  |

| CD Single de Remixes - Promo |                                           |         |  |
| N.º                          | Título                                    | Duração |  |
| 1.                           | "Womanizer" (Junior's Tribal Electro Mix) | 8:47    |  |
| 2.                           | "Womanizer" (Kaskade Club Mix)            | 5:31    |  |
| 3.                           | "Womanizer" (Digital Dog Club)            | 6:26    |  |
| 4.                           | "Womanizer" (Digital Dog Dub)             | 6:09    |  |
| 5.                           | "Womanizer" (Digital Dog Radio Edit)      |         |  |
| 6.                           | "Womanizer" (Sodaboys Club Mix)           | 3:57    |  |
| 7.                           | "Womanizer" (Main Version)                | 3:43    |  |
| Duração total:               | Duração total:                            | 34:48   |  |

| The Singles Collection Boxset Single |                                |         |  |
| N.º                                  | Título                         | Duração |  |
| 1.                                   | "Womanizer" (Versão do álbum)  | 3:43    |  |
| 2.                                   | "Womanizer" (Kaskade Club Mix) | 5:31    |  |
| Duração total:                       | Duração total:                 | 9:14    |  |

## Créditos
- Compositores: Nikesha Briscoe, Rafael Akinyemi
- Produtores: K.Briscoe/The Outsyders
- Mixagem: Serban Ghenea
- Produção de Protools: John Hanes
- Masterização: Tom Coyne

## Desempenho nas tabelas musicais
| Charts semanais (2008)           | Melhor posição |
| -------------------------------- | -------------- |
| German Singles Chart             | 4              |
| Australian Singles Chart         | 5              |
| Austrian Singles Chart           | 4              |
| Belgium Singles Chart(Flanders)  | 1              |
| Belgium Singles Chart (Wallonia) | 2              |
| Canadian Singles Chart           | 1              |
| Danish Singles Chart             | 1              |
| Spain Singles Chart              | 8              |
| Billboard Hot 100                | 1              |
| Hot Dance Club Songs             | 9              |
| Billboard Pop Songs              | 1              |
| European Hot 100 Singles         | 1              |
| Finnish Singles Chart            | 1              |
| French Singles Chart             | 1              |
| French Download Singles Chart    | 1              |
| Hungarian Singles Chart          | 2              |
| Irish Singles Chart              | 2              |
| Italy Singles Chart              | 7              |
| Japan Singles Chart              | 7              |
| UK Singles Chart                 | 3              |
| Swedish Singles Chart            | 1              |
| Swiss Singles Chart              | 2              |
| Czech Republic Singles Chart     | 6              |
| New Zealand Singles Chart        | 9              |

| Chart (2008)             | Melhor posição |
| ------------------------ | -------------- |
| Asutralian Singles Chart | 40             |
| Swedish Singles Chart    | 35             |
| UK Singles Chart         | 33             |
| Billboard Year-End       | 80             |

| Chart (2009)                     | Melhor posição |
| -------------------------------- | -------------- |
| Polish Singles Chart             | 1              |
| Austrian Singles Chart           | 45             |
| Belgian Singles Chart (Flanders) | 33             |
| Belgian Singles Chart (Wallonia) | 21             |
| Canadian Hot 100                 | 36             |
| European Hot 100 Singles         | 7              |
| German Singles Chart             | 100            |
| French Singles Chart             | 22             |
| Hungarian Airplay Chart          | 14             |
| Swedish Singles Chart            | 93             |
| Swiss Singles Chart              | 57             |
| UK Singles Chart                 | 118            |
| Billboard Hot 100                | 39             |
| Billboard Pop Songs              | 26             |

| País           | Empresa | Certificado | Vendas    |
| -------------- | ------- | ----------- | --------- |
| Austrália      | ARIA    | Platina     | 80,000    |
| Bélgica        | IFPI    | Ouro        | 45,000    |
| Dinamarca      | IFPI    | Platina     | 75,000    |
| Finlândia      | IFPI    | Ouro        | 40,000    |
| Itália         | FIMI    | Ouro        | 40,000    |
| Nova Zelândia  | RIANZ   | Ouro        | 20,000    |
| Suécia         | IFPI    | Ouro        | 30,000    |
| Estados Unidos | RIAA    | 3× Platina  | 3,383,093 |
| Reino Unido    | BPI     | Prata       | 300,000   |

### Precessão e sucessão
| Gráficos de sucessão                                                          | Gráficos de sucessão                                                                    | Gráficos de sucessão                                          |
| ----------------------------------------------------------------------------- | --------------------------------------------------------------------------------------- | ------------------------------------------------------------- |
| Precedido por "Nu När Du Gått" por Lena Philipsson & Orup                     | Single número um na Swedish Singles Chart 16 – 24 de outubro de 2008                    | Sucedido por "A Million Candles Burning" por Martin Stenmarck |
| Precedido por "Live Your Life" por T.I. e Rihanna                             | Single número um na Billboard Hot 100 25 de outubro de 2008                             | Sucedido por "Whatever You Like" por T.I.                     |
| Precedido por: "So What" por Pink                                             | Single número um na Canadian Singles Chart 25 de outubro – 22 de novembro de 2008       | Seguido por: "Hot n Cold" por Katy Perry                      |
| Precedido por: "Disturbia" por Rihanna                                        | Single número um na Türkiye Top 20 26 de outubro – 22 de dezembro de 2008               | Seguido por: "Hot n Cold" por Katy Perry                      |
| Precedido por: "Kommer Igen" por Nik & Jay                                    | Single número um na Danish Singles Chart 6 de novembro de 2008                          | Seguido por: "Hot n Cold" por Katy Perry                      |
| Precedido por: "If I Were a Boy" por Beyoncé                                  | Single número um na European Hot 100 Singles 20 – 27 de dezembro de 2008                | Seguido por: "Hot n Cold" por Katy Perry                      |
| Precedido por: "Just Dance" por Lady Gaga e Colby O'Donis                     | Single número um na Australian Dance Chart 3 de novembro de 2008                        | Sucedido por: "Poker Face" por Lady Gaga                      |
| Precedido por: "Vanguard of the New World" por Kinetik Contol                 | Single número um na Finnish Singles Chart 3 de dezembro de 2008                         | Sucedido por: "Poker Face" por Lady Gaga                      |
| Precedido por "Human" por The Killers                                         | Single número um na Norwegian Singles Chart 21 de outubro de 2008                       | Sucedido por "If I Were a Boy" por Beyoncé                    |
| Precedido por "Ah... Si tu pouvais fermer ta gueule..." por Patrick Sébastien | Single número um na French Singles Chart 16 de dezembro de 2008 – 13 de janeiro de 2009 | Sucedido por "Tatoue-moi" por Miklelangelo Loconte            |
| Precedido por "Infinity 2008" por Guru Josh                                   | Single número um na Belgium Singles Chart 20 de dezembro de 2008                        | Sucedido por "Home" por Tom Helsen & Geike Arnaert            |

## Histórico de lançamento
| País               | Data                   | Gravadora              | Formato                     |
| ------------------ | ---------------------- | ---------------------- | --------------------------- |
| Mundo              | 26 de setembro de 2008 | Jive Records, Sony BMG | Rádio                       |
| Brasil             | 30 de setembro de 2008 | Sony BMG               | CD Single, download digital |
| Europa             | 3 de outubro de 2008   | Sony BMG               | Download digital            |
| Nova Zelândia      | 6 de outubro de 2008   | Sony BMG               | Download digital            |
| Estados Unidos     | 7 de outubro de 2008   | Jive Records           | Download digital            |
| Austrália          | 7 de outubro de 2008   | Sony BMG               | Download digital            |
| Austrália          | 31 de outubro de 2008  | Sony BMG               | CD Single (Lado A)          |
| Austrália          | 15 de novembro de 2008 | Sony BMG               | CD Single (Lado B)          |
| Reino Unido        | 9 de novembro de 2008  | Sony BMG               | Download digital            |
| Reino Unido        | 24 de novembro de 2008 | Sony BMG               | CD Single                   |
| Alemanha           | 14 de novembro de 2008 | Sony BMG               | CD Single                   |
| República da China | 28 de novembro de 2008 | Jive, Sony BMG         | CD Single                   |
| França             | 5 de dezembro de 2008  | Jive, Sony BMG         | CD Single                   |